# Río Bohílgues
El río Bohílgues (también conocido como río de Vallanca) es un afluente del Turia en el Rincón de Ademuz, provincia de Valencia (Comunidad Valenciana, España).
Su curso discurre por los términos de Vallanca y Ademuz, municipio este último donde rinde sus aguas al Turia por la margen derecha.

## Historia
El topónimo del río se ha venido grafiando de distintas formas a lo largo del tiempo. En un documento datado a finales del siglo XVII (1699), relativo a la mojonación entre los términos de Ademuz y Vallanca, con el propósito de delimitar el territorio que le correspondía a esta última villa en el proceso de segregación de la de Ademuz, se hace mención del río, nombrándolo «Río Boilgas».
Según recoge el cronista local (2009), en los años ochenta de la centuria siguiente (siglo XVIII), el geógrafo Bernardo Espinalt y García (1783) lo escribe como «río Boylguez»,, mientras que en la década siguiente el ilustrado naturalista y botánico valenciano Antonio José de Cavanilles (1797) lo nombra como «Boilgues». 
Mediado el siglo XIX, el estadista y geógrafo Pascual Madoz (1849) lo grafía como río «Builgues», diciendo del municipio que su terreno es bastante llano, con alguna huerta de regadío que se riega con las aguas del río: 

«al que se unen muchas fuentes que nacen el el término, y que siendo buenas se sirven los vecinos para sus usos, principalmente de las llamadas del Romero y Fuencaliente, que son las mas abundantes y escelentes».
Diccionario Geográfico-Estadístico-Histórico de España y sus posesiones de ultrama, Pascual Madoz

En los años noventa del siglo XX, el también geógrafo Carles Rodrigo Alfonso (1998) lo menciona como «Boilgues», tal como lo reseñara dos siglos antes Cavanilles (1797).

## Geografía
El río Bohígues y el río Ebrón constituyen los dos principales afluentes del río Turia en la comarca del Rincón. No obstante, el Bohígues es el único que nace y muere en la misma comarca. Es también el único que presenta un caudal anual más o menos constante, ya que el resto de afluentes –excepto el citado Ebrón– suelen ser ramblas y barrancos con regímenes secos en verano.
Nace en la sierra de Santerón (Cuenca), discurre por los términos de Vallanca y Ademuz, siendo por debajo de esta última población donde desagua al Turia por la derecha. En el Prado de la Vega (popularmente conocido como Prado Vega, antaño nombrado como Dehesa de los Barrancos) recibe las aportaciones de la Rambla de la Boquilla y otros barrancos que recogen las aguas de las vertientes de Las Cabezas, estribaciones de la Sierra de Santerón y otros pequeños manantiales. Sin embargo, el río no presenta un caudal continuo hasta que arriba a la Vega de Vallanca, por debajo de la población.
Comparado con el del río Ebrón, el valle del Bohígues es considerablemente más estrecho, tanto en las proximidades de la villa de Vallanca como en La Veguilla (nombrada como Masía de la Veguilla) y el desfiladero de la Hoz, ya en término de Ademuz; en estos lugares pueden admirarse espectaculares parajes.- Sin embargo, la propia configuración orográfica del valle ha condicionado los usos agrícolas tradicionales, limitando los cultivos a una estrecha zona de regadío. Respecto a las huertas y cultivos de Vallanca, anota Cavanilles (1797):

«Las huertas de Vallanca se riegan con las aguas del riachuelo Boilgues, que nace en el partido de la Vega, legua y media al sur de la población, y sigue serpeando sobre piedra tosca hasta que desagua en el Turia al sur de Ademúz. Dicha piedra, [...], es efecto de las aguas que corriéron en otro tiempo á mayor altura: separada de la humedad se mantiene firme, pero puesta en contacto con las aguas cede al fin y se destruye; y por eso el rio ha abierto allí profundos surcos, que ahonda cada dia, amenazando dexar sin riego las huertas de cuya vista huye. Temen esto con bastante fundamento los vecinos, y para evitar los daños que pueden resultarles, debieran hacer estacadas y emparrillados en el cauce del rio, y rellenarlos de piedra, para que el rio, léjos de aumentar sus excavaciones, corriese á menor profundidad por los cuerpos que iria dexando en aquellas barreras. De esta piedra tosca han edificado las casas por ser muy ligera, fuerte y abundante».
Observaciones sobre la historia natural, geografía, agricultura, población y frutos del Reino de Valencia, Antonio José de Cavanilles

En su tramo alto recibe las aportaciones de distintas fuentes, como la Fuente de la Vega, la Fuente del Romero, la Fuente de la Teja, la Fuente Podrida, y la Fuente del Piojo (Escaño del tío Abel). Respecto de la Fuente del Romero, el naturalista valenciano Cavanilles (1797) escribe:

«Caminando hácia el orígen del Boilgues se halla el nacimiento de la preciosa fuente del Romero, y al paso un montecito calizo, en el qual hay hermosos mármoles, por lo comun de color de rosa muy tierno, matizado de nubes roxas, y venitas de espato».
Observaciones sobre la historia natural, geografía, agricultura, población y frutos del Reino de Valencia, Antonio José de Cavanilles

En su tramo inferior el río Bohígues recibe por la izquierda las aportaciones puntuales del Barranco Seco (en su tramo alto denominado Rambla de Tóvedas), que recoge las aguas de las vertientes meridionales de El Cabezo de Castielfabib, mientras que por la derecha recibe las aguas de la Rambla de Negrón (también denominado Barranco de Gil). Este último drena las aguas de una parte de la Sierra de Santerón así como del altiplano de El Pinar Llano.
Poco antes de su desembocadura en el Turia el Bohígues recibe las aguas de la Fuente Nueva del tío Juan Manzano y de la Fuente Vieja, populares fuentes de Ademuz.

## Paisaje y patrimonio
A lo largo del curso del Bohígues se suceden los bancales escalonados de huerta con cultivos de regadío. Son especialmente característicos los nogales, que ya el botánico Cavanilles en el siglo XVIII los califica de monstruosos, por su tamaño. 
Su curso también se aprovechó tradicionalmente para el establecimiento de molinos harineros, de los cuales hay un buen número distribuidos en su recorrido: Molino de la Tosquilla, Molino de la Villa (siglo XVI), Molino de Abajo, los tres en Vallanca; el Molino de la Villa de Ademuz (de época musulmana), y el Molino de Efrén, ya de época más tardía, también en Ademuz.
En la primera mitad de los años cincuenta (1953) se puso en marcha la central hidroeléctrica «Nuestra Señora del Remedio» en Ademuz, por iniciativa de la Teledinámica Turolense, S.A. -la misma empresa que gestionaba la Central hidroeléctrica de Castielfabib. La central de Ademuz -hoy en desuso- se abastecía con las aguas del río Bohígues en el término de Vallanca y su producción era de 550 kW/h, menor que la de Castielfabib (750 kW/h).
Un lugar reseñable es la Fuente del Tío Juan Manzano y el Azud, en término de Ademuz. 
A orillas de su curso también existieron algunas ermitas como la de San Juan de las Veguillas, en las cercanías de Vallanca pero todavía en término de Ademuz. La ermita de Nuestra Señora del Rosel se halla poco antes de desembocar el Bohígues en el Turia.

### Microreserva Natural del Bohígues
Pero si por algo destaca esta zona fluvial es por su excepcional conservación del hábitat natural. Las orillas del río Bohígues presentan un interesante y variado abanico de flora y fauna autóctona, con una exuberante vegetación de ribera, salpicada de pozas y cascadas. En la actualidad, el curso del Bohígues constituye una microreserva natural de flora protegida. Su interés natural lo hace especialmente adecuado para la realización de amenas rutas senderistas: el curso del río Bohígues coincide con parte del PR-V 131.6 o Ruta del Bohígues y del Val.

## Galería de imágenes

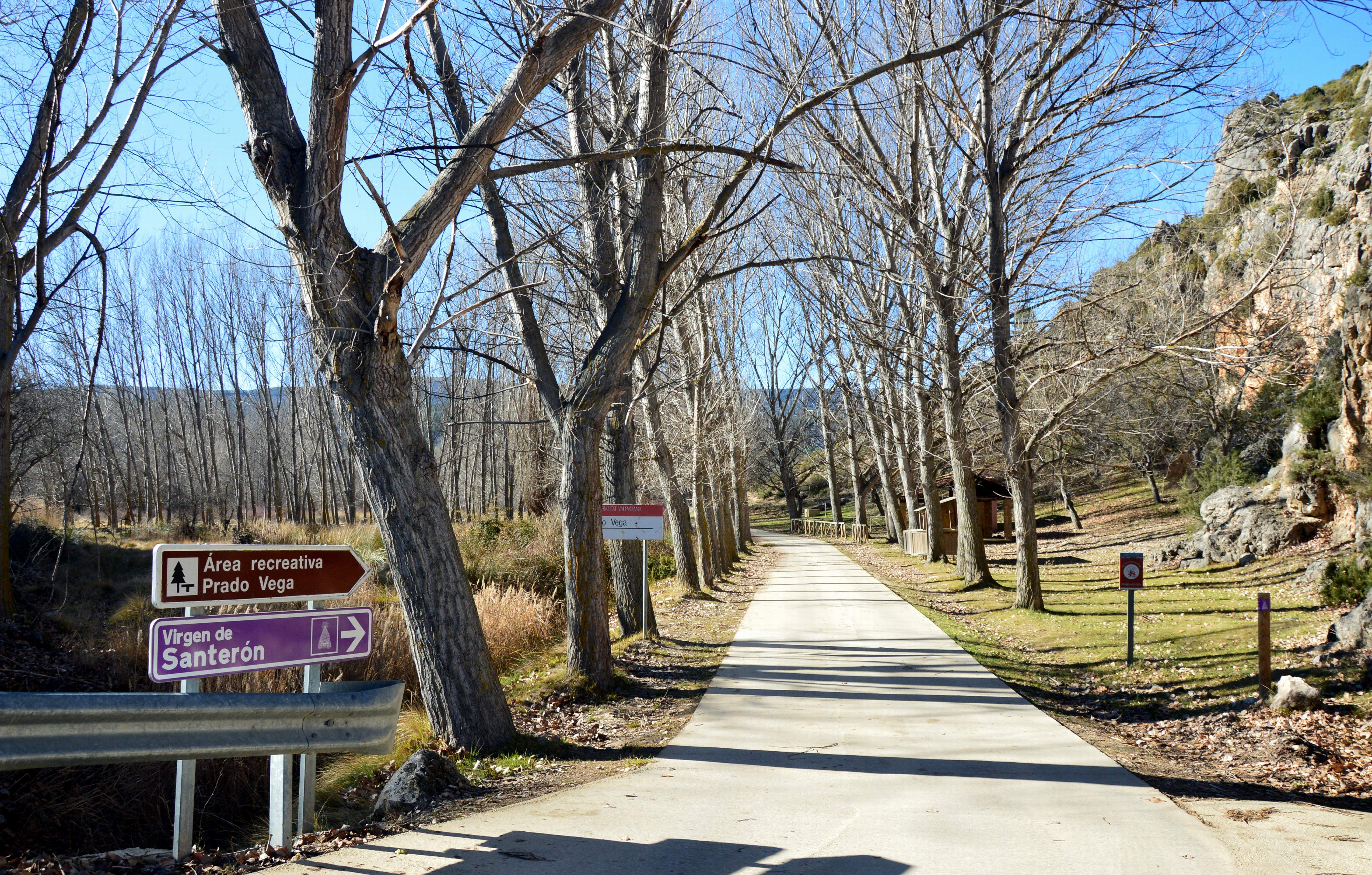
Acceso al Prado de la Vega (Prado Vega) de Vallanca (Valencia), desde la CV-478, con detalle del área de recreo (2021).
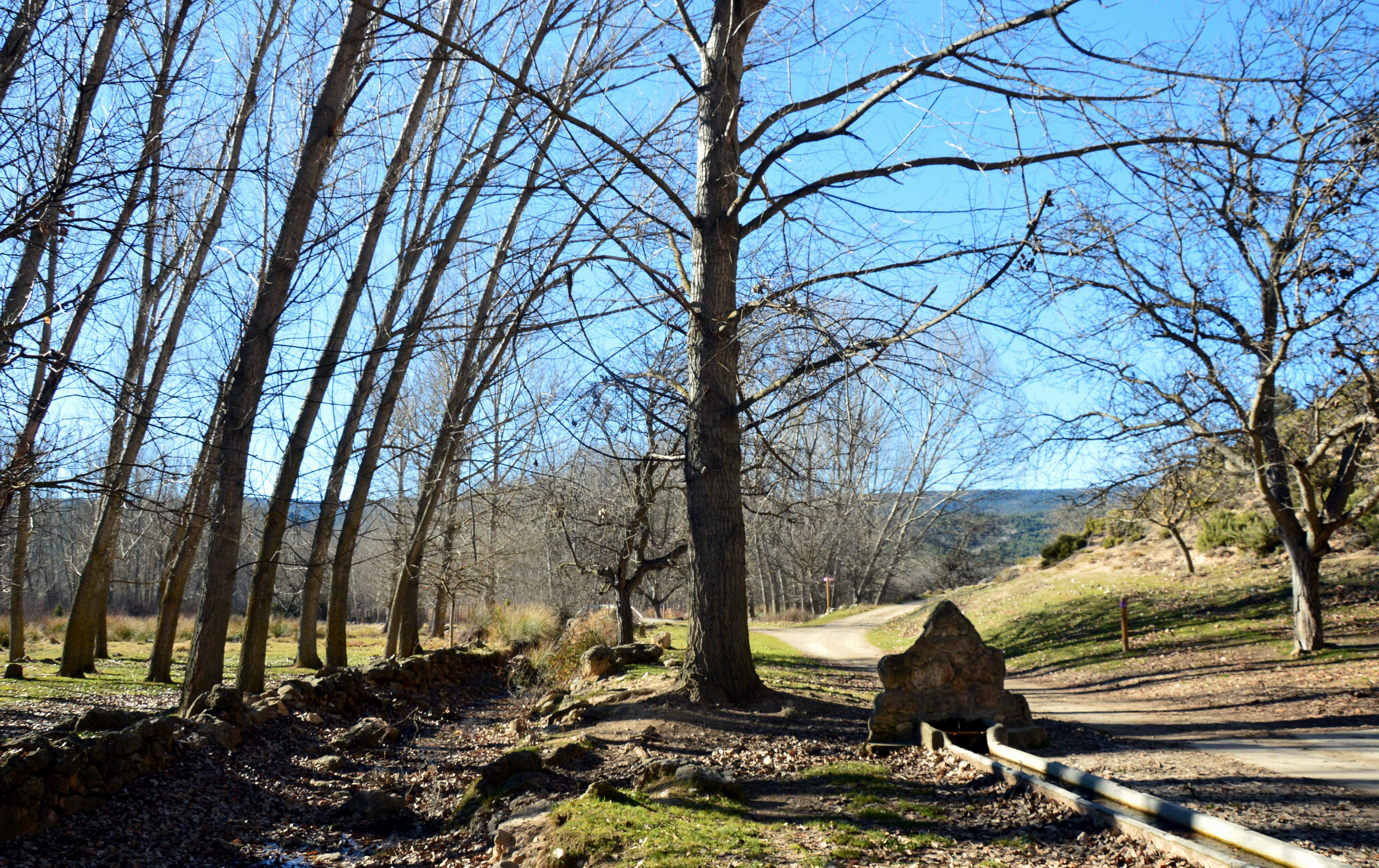
Prado de la Vega en Vallanca (Valencia), donde nace el río Bohígues (2021).
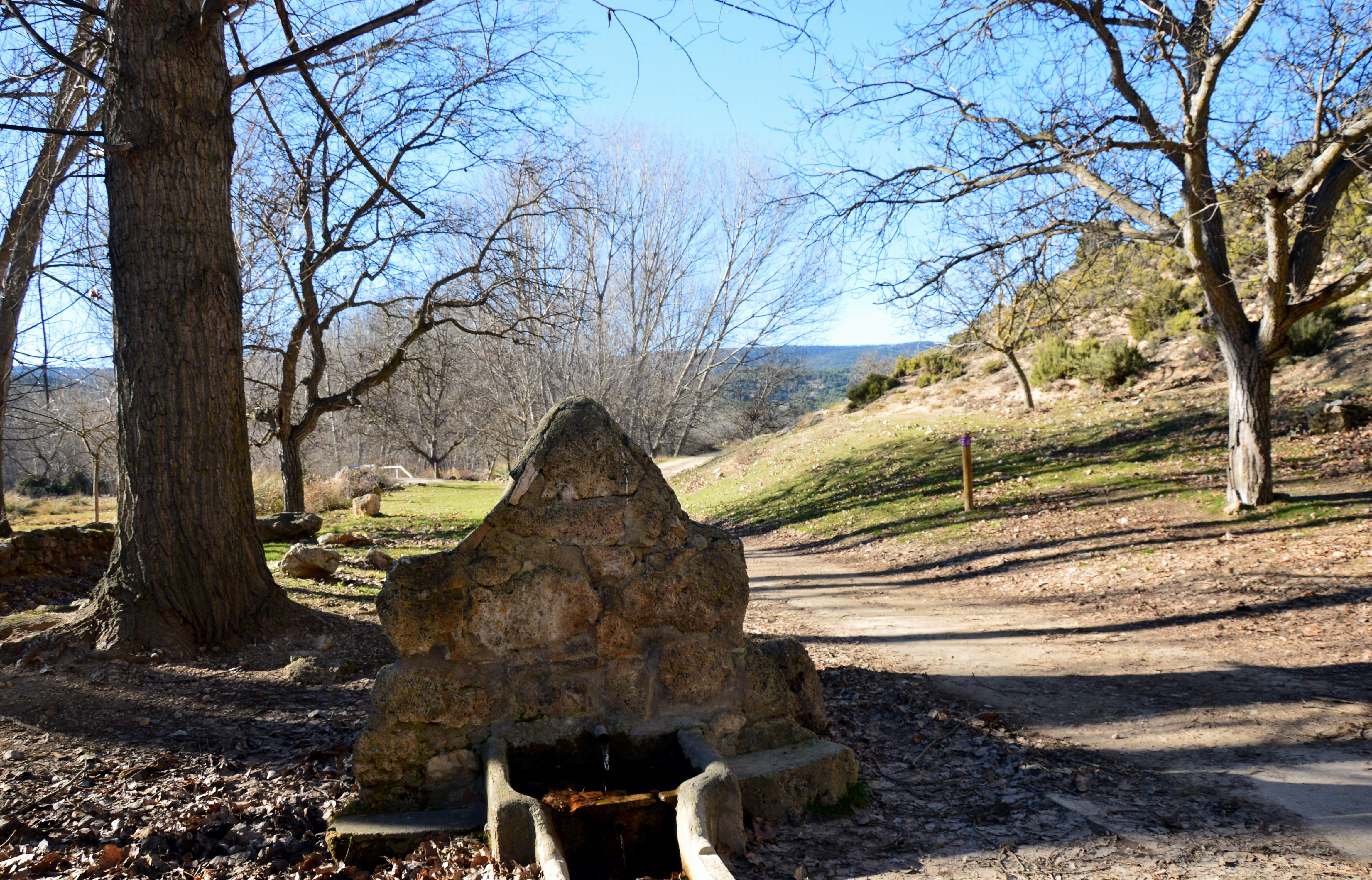
Prado de la Vega en Vallanca (Valencia), con detalle de la Fuente de la Vega (2021).
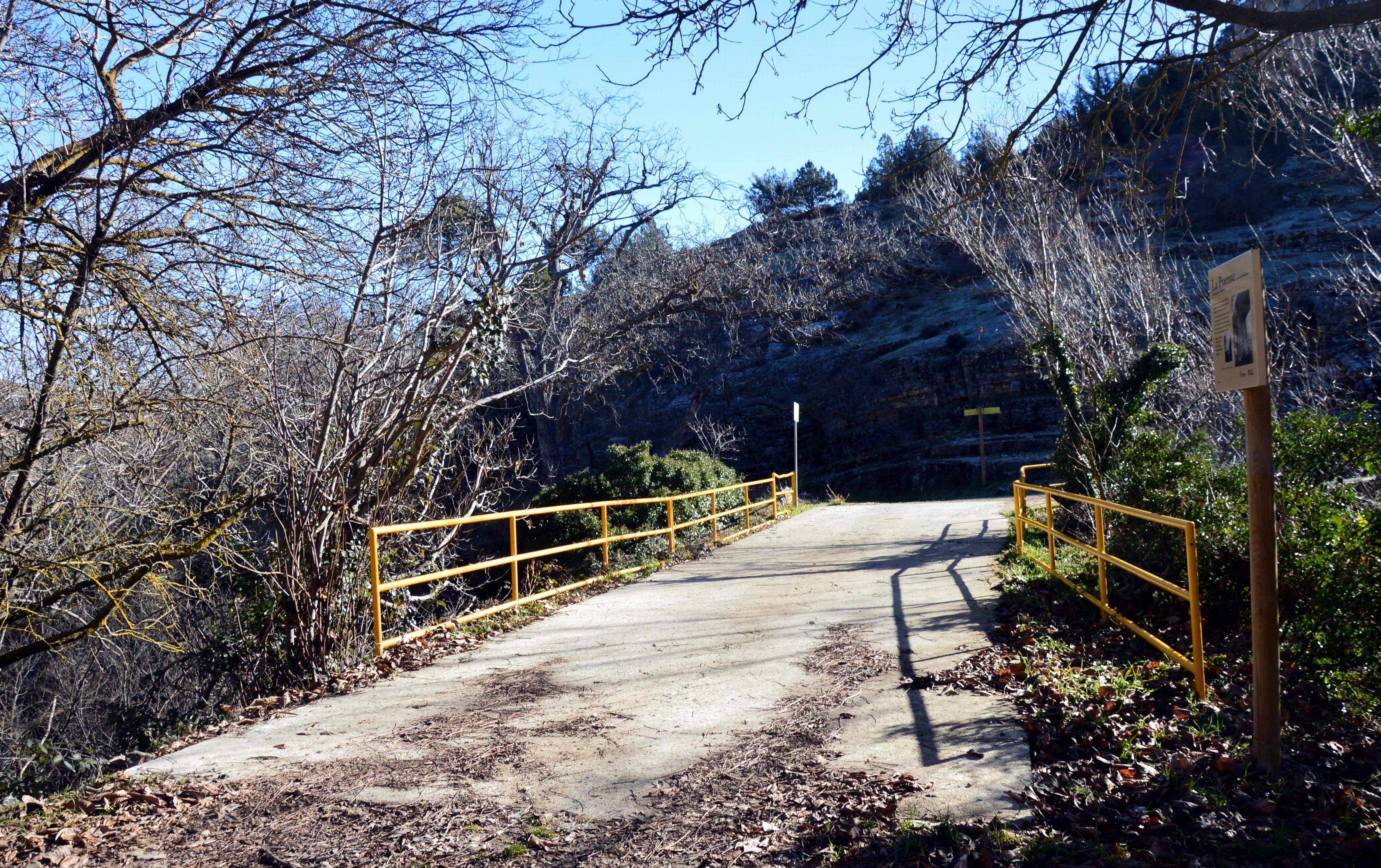
Pasadero de La Puente (Puente del Matadero) sobre el río Bohígues en Vallanca (Valencia), 2021.
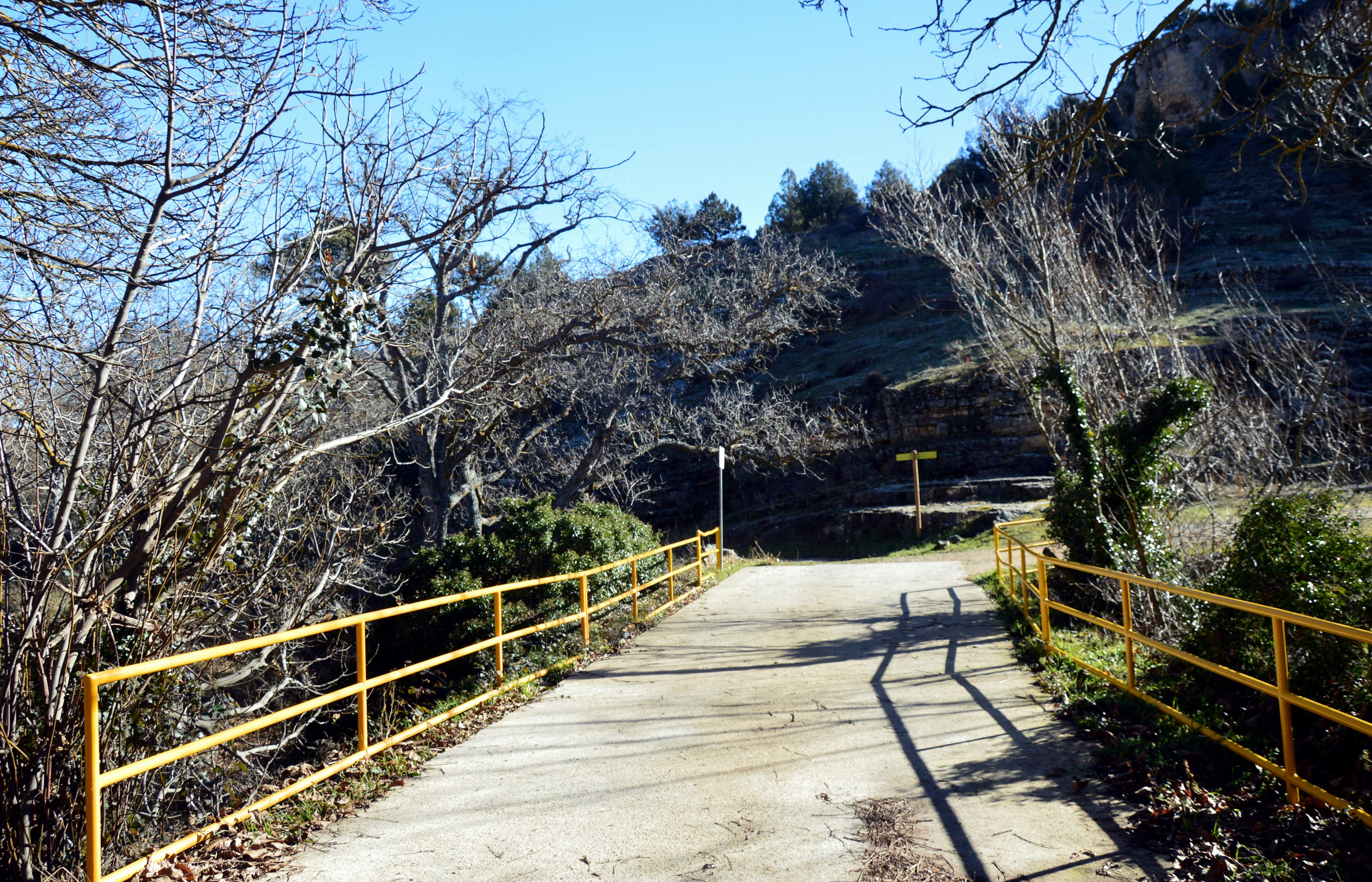
Pasadero de La Puente (Puente del Matadero) sobre el río Bohígues en Vallanca (Valencia), 2021.
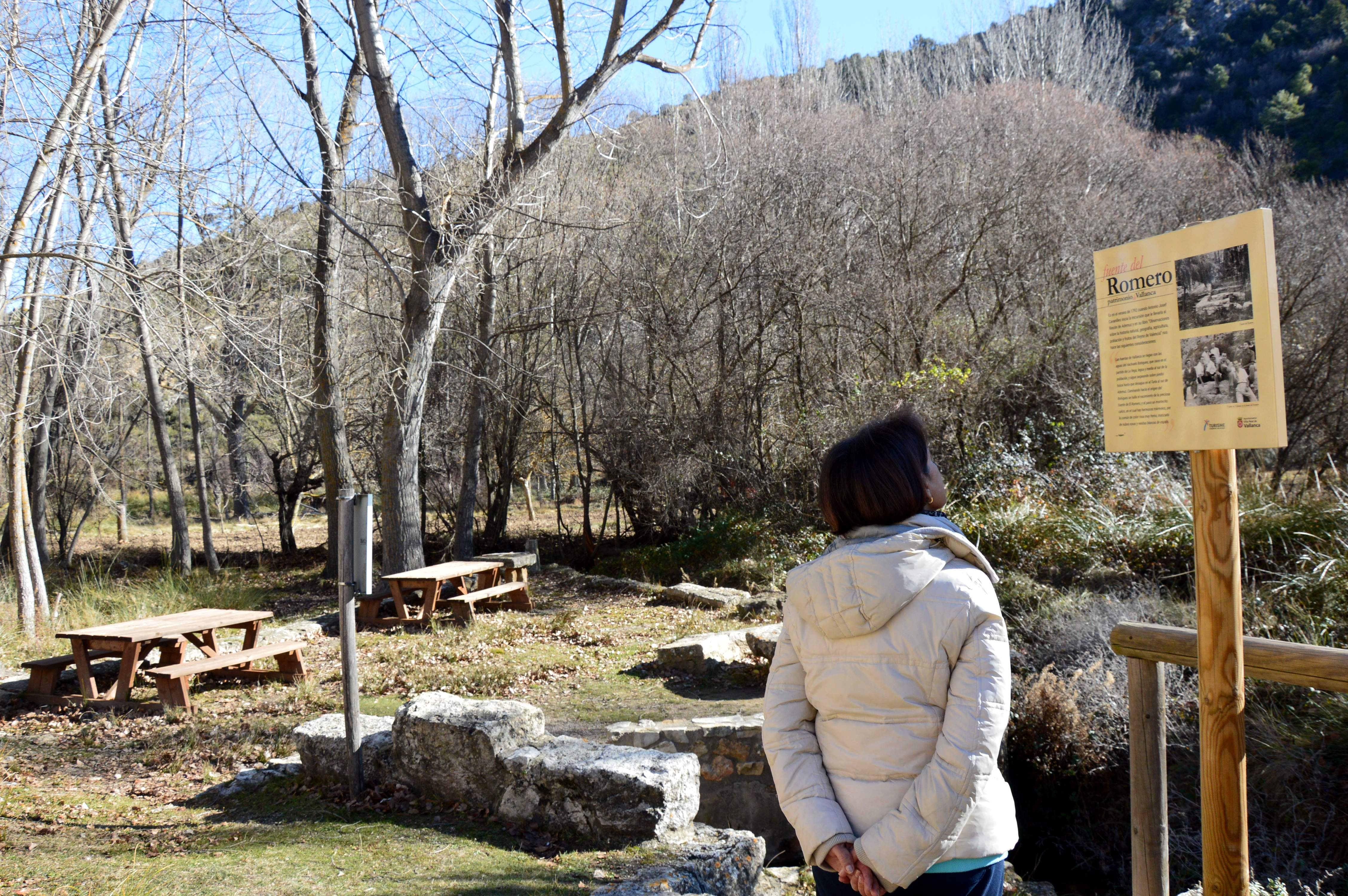
Detalle de panel informativo en la Fuente del Romero en Vallanca (Valencia), 2021.
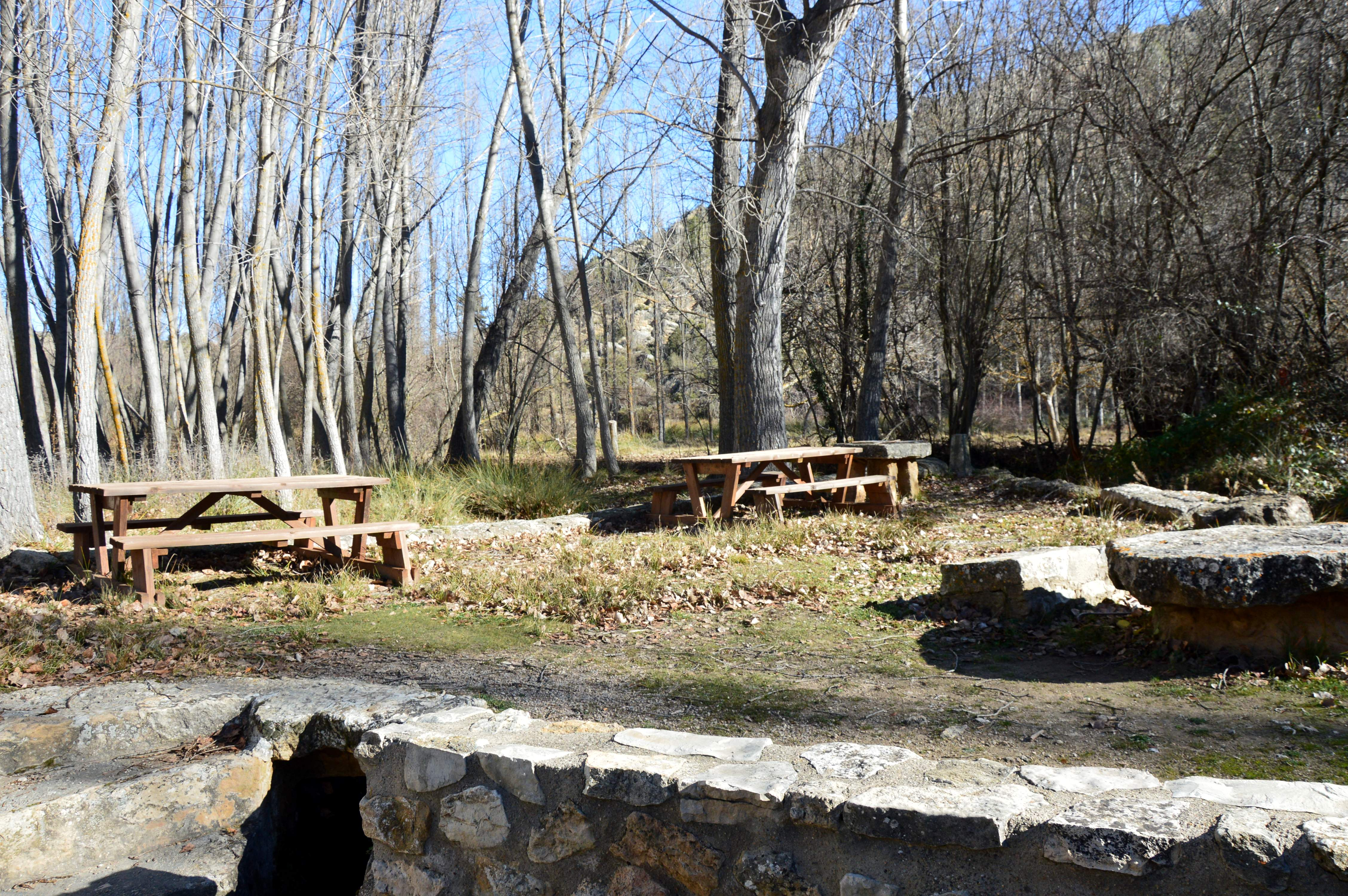
Detalle del área de recreo junto a la Fuente del Romero en Vallanca (Valencia), 2021.
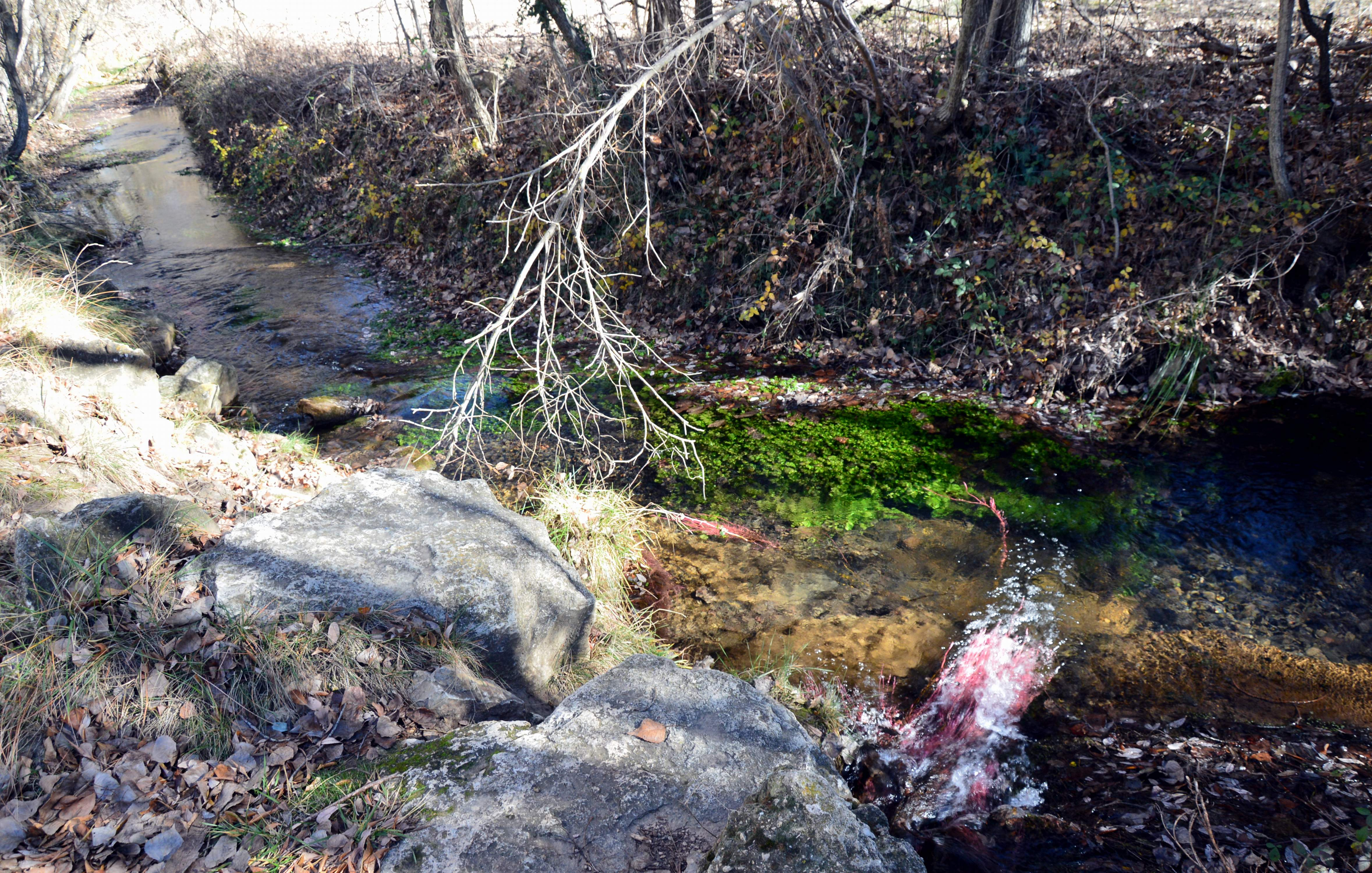
Detalle del punto donde la Fuente del Romero desagua al río Bohígues en Vallanca (Valencia), 2021.
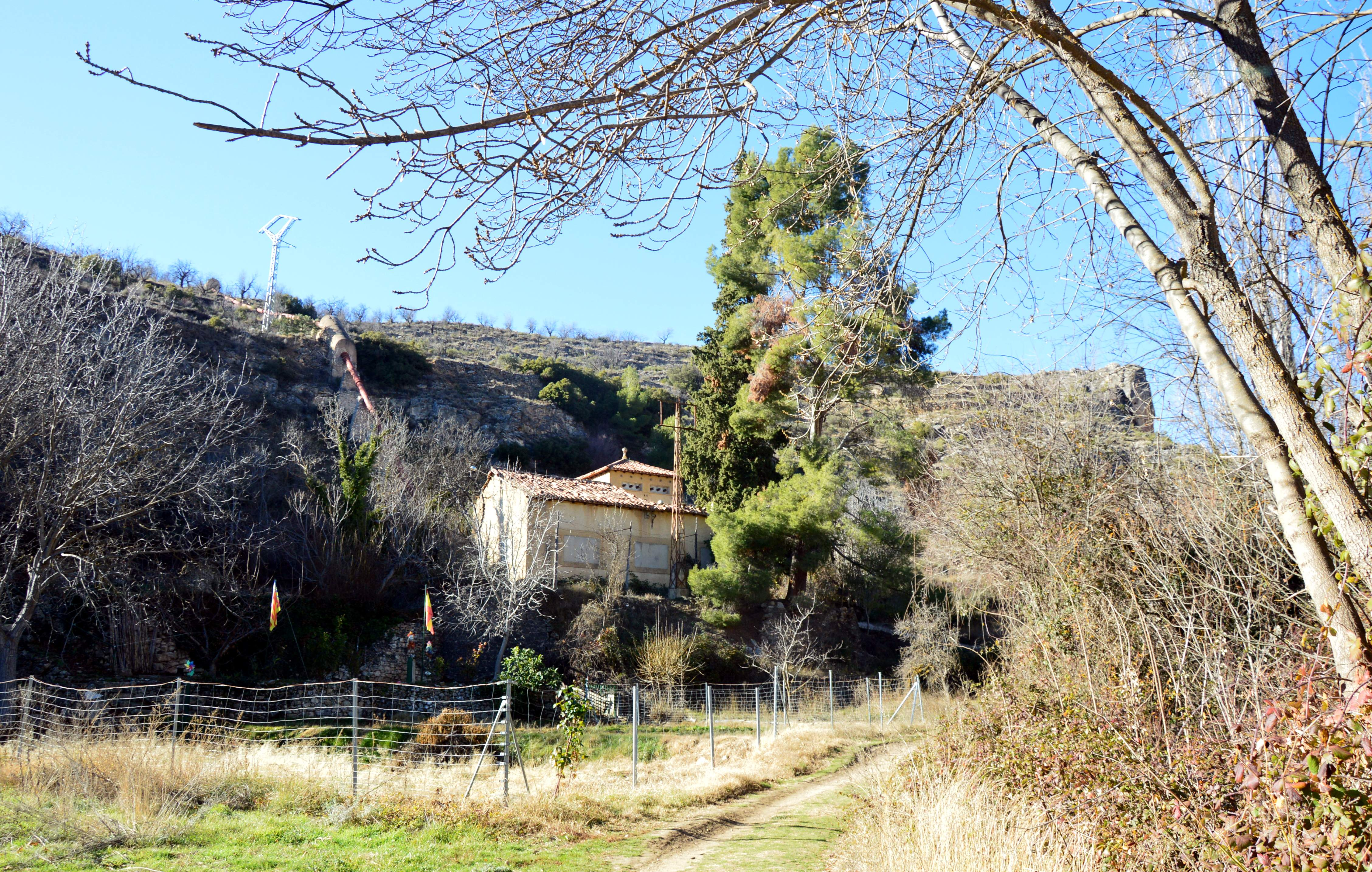
Paisaje rural en Ademuz (Valencia), antigua central hidroeléctrica en la margen derecha del río Bohígues, sin uso (2021).
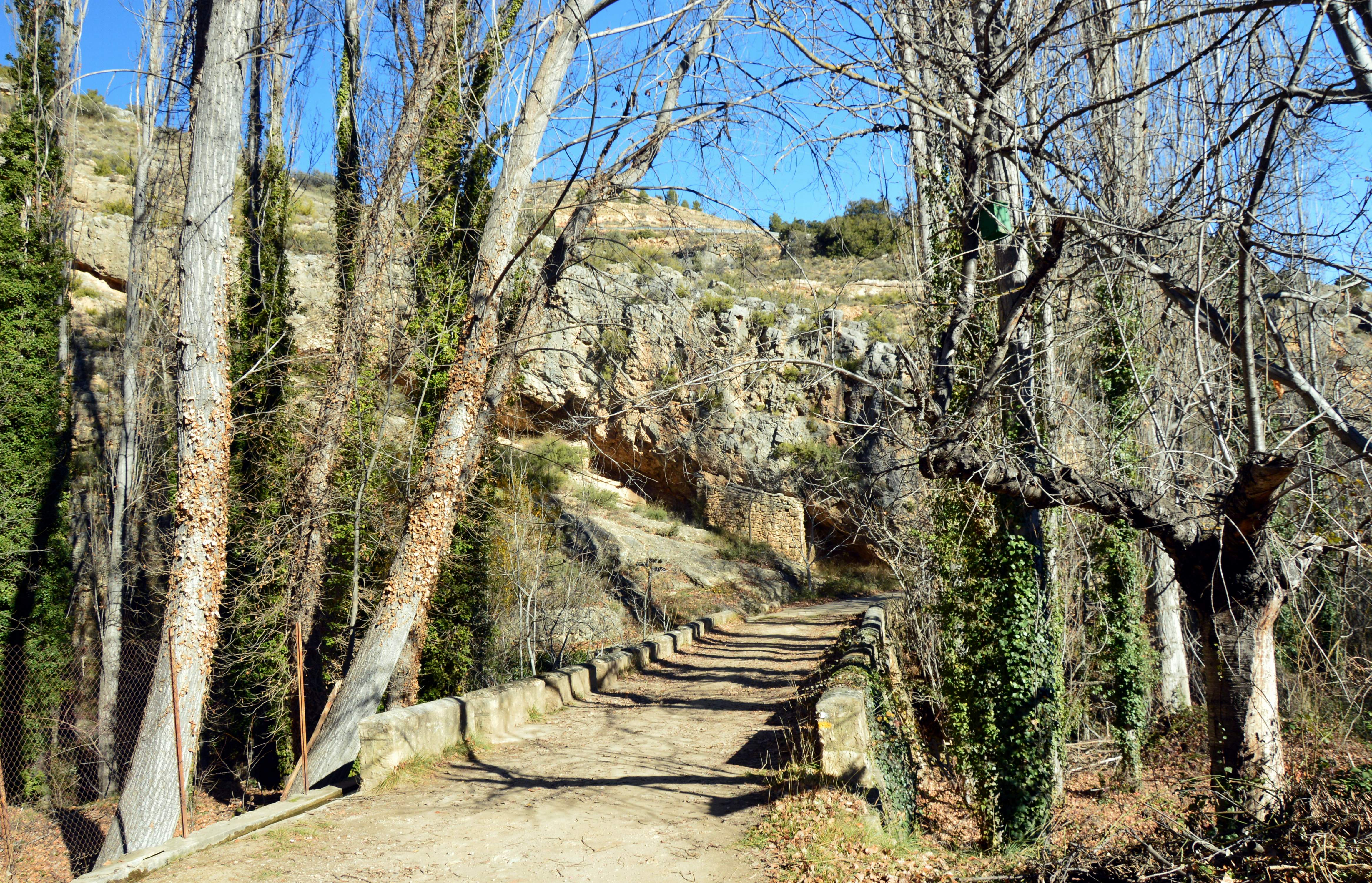
Puente sobre el Bohígues, en el acceso a la antigua Central Hidroeléctrica en Ademuz (Valencia), desde la margen derecha (2021).
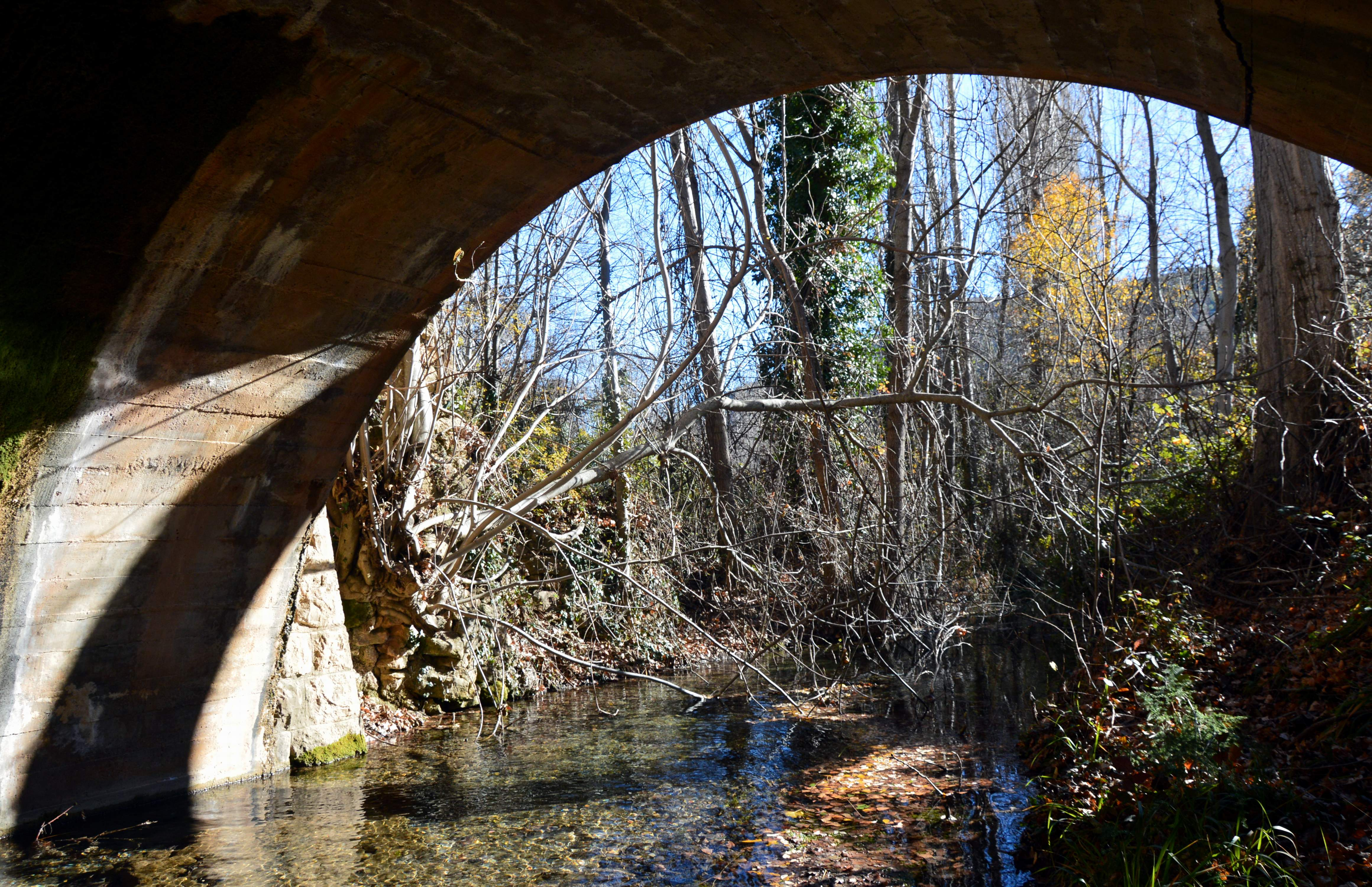
El Bohígues bajo la arcada del puente correspondiente a la antigua Central Hidroeléctrica en Ademuz (Valencia), 2021.
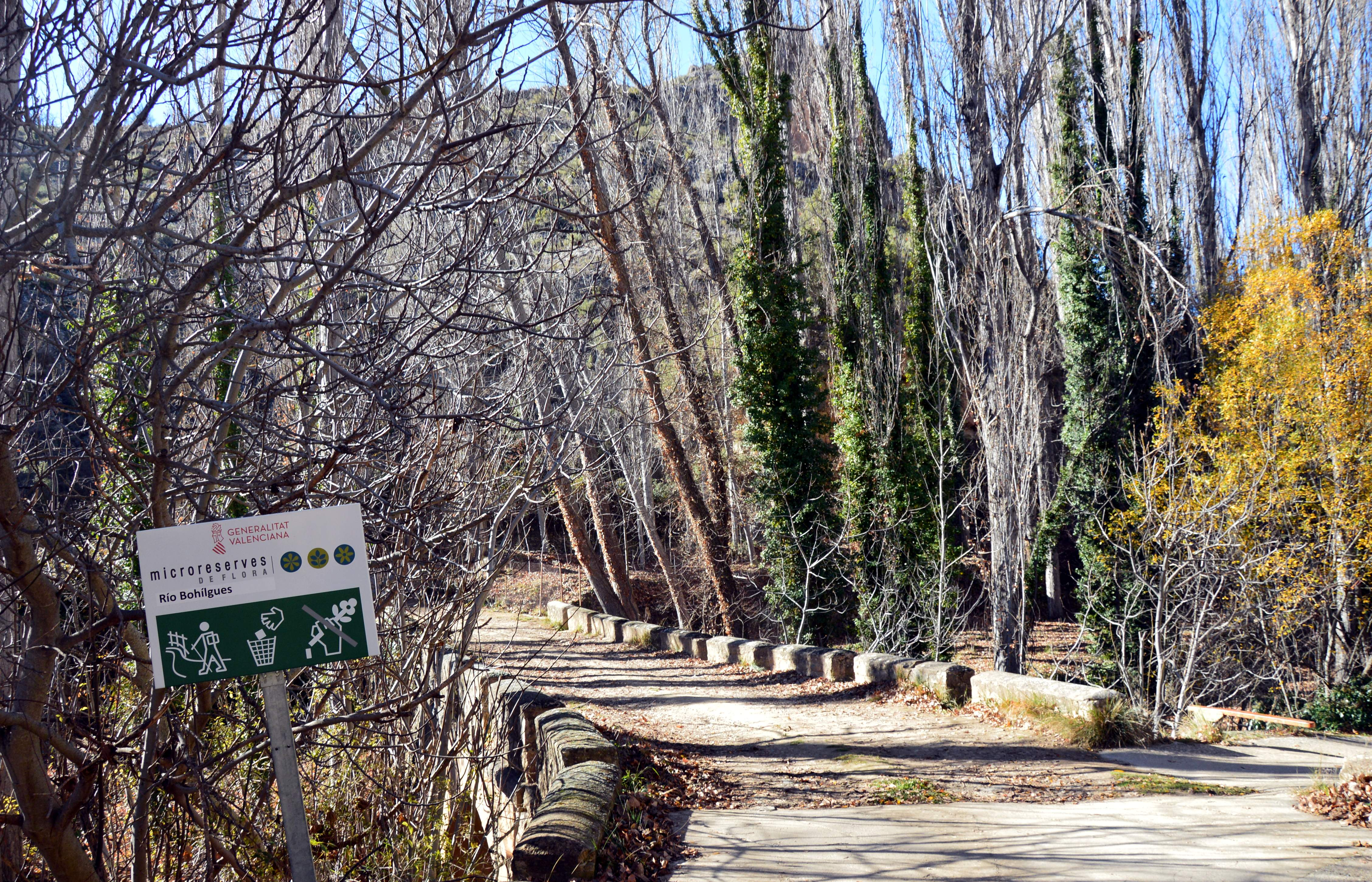
Puente sobre el Bohígues, en el acceso a la antigua Central Hidroeléctrica en Ademuz (Valencia), desde la margen izquierda (2021).
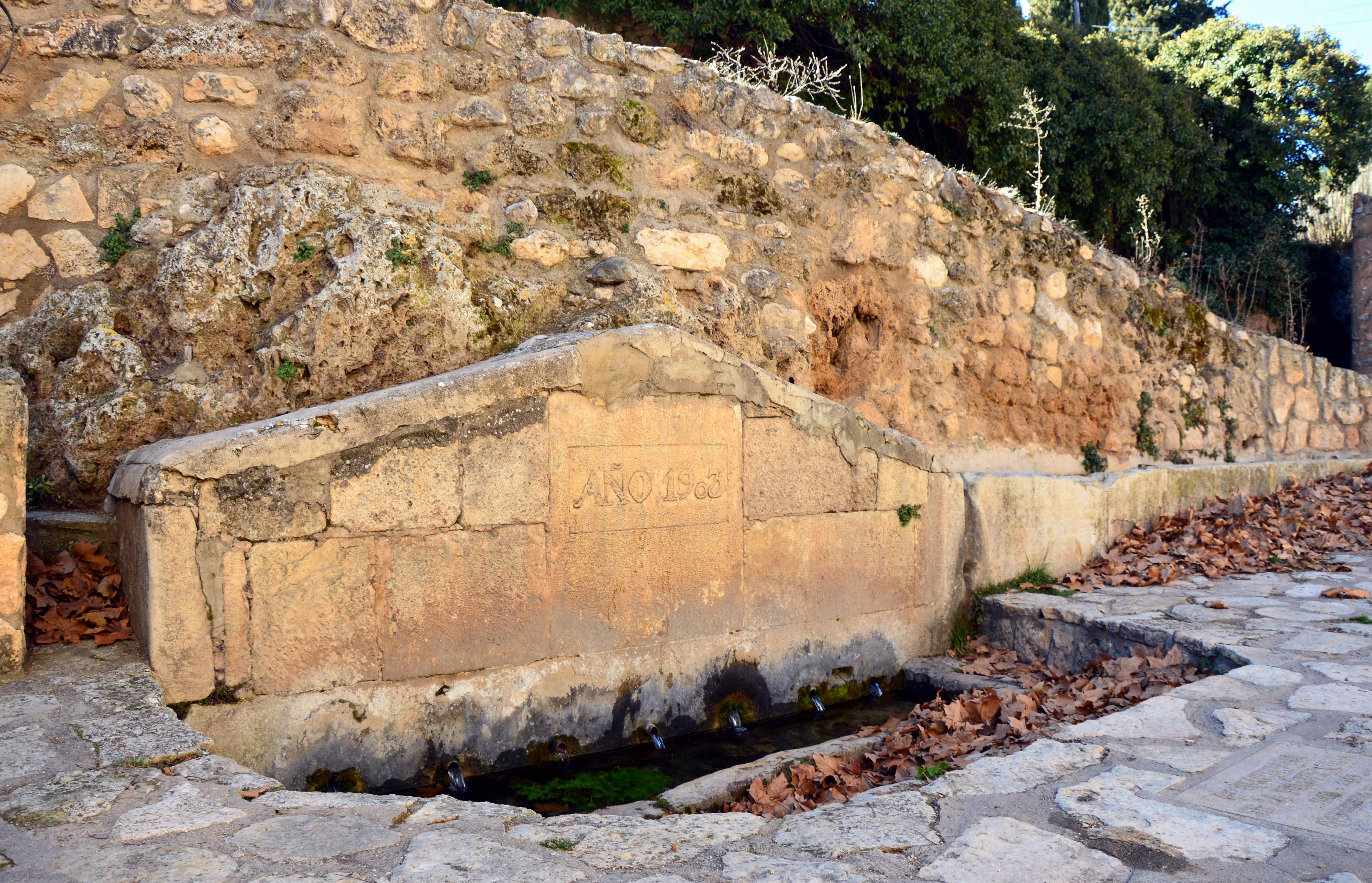
Ruta del Bohígues en Ademuz (Valencia), detalle de la Fuente Vieja (2021).
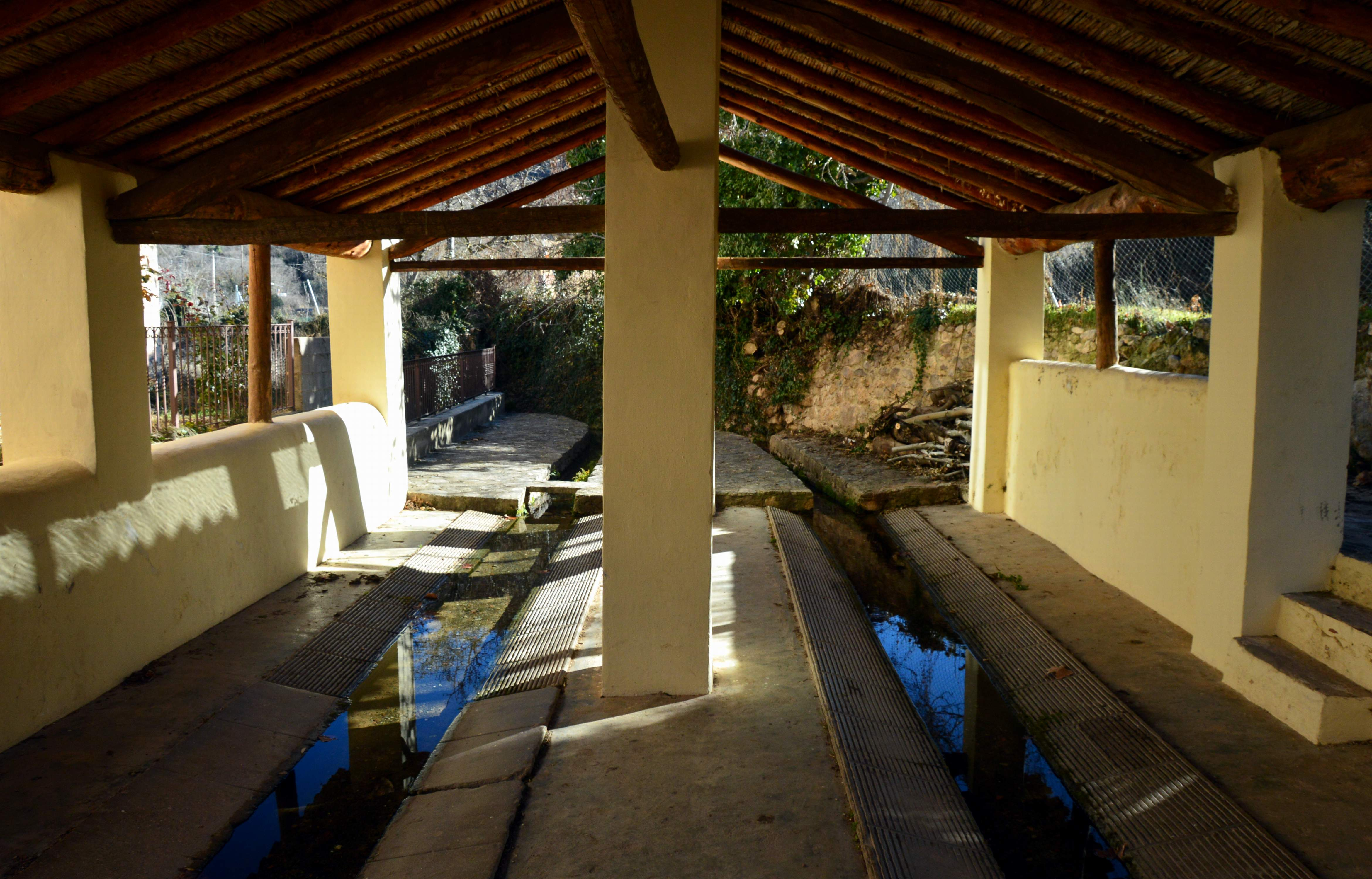
Detalle del antiguo Lavadero Público en Ademuz (Valencia), situado junto a la Fuente Vieja (2021).
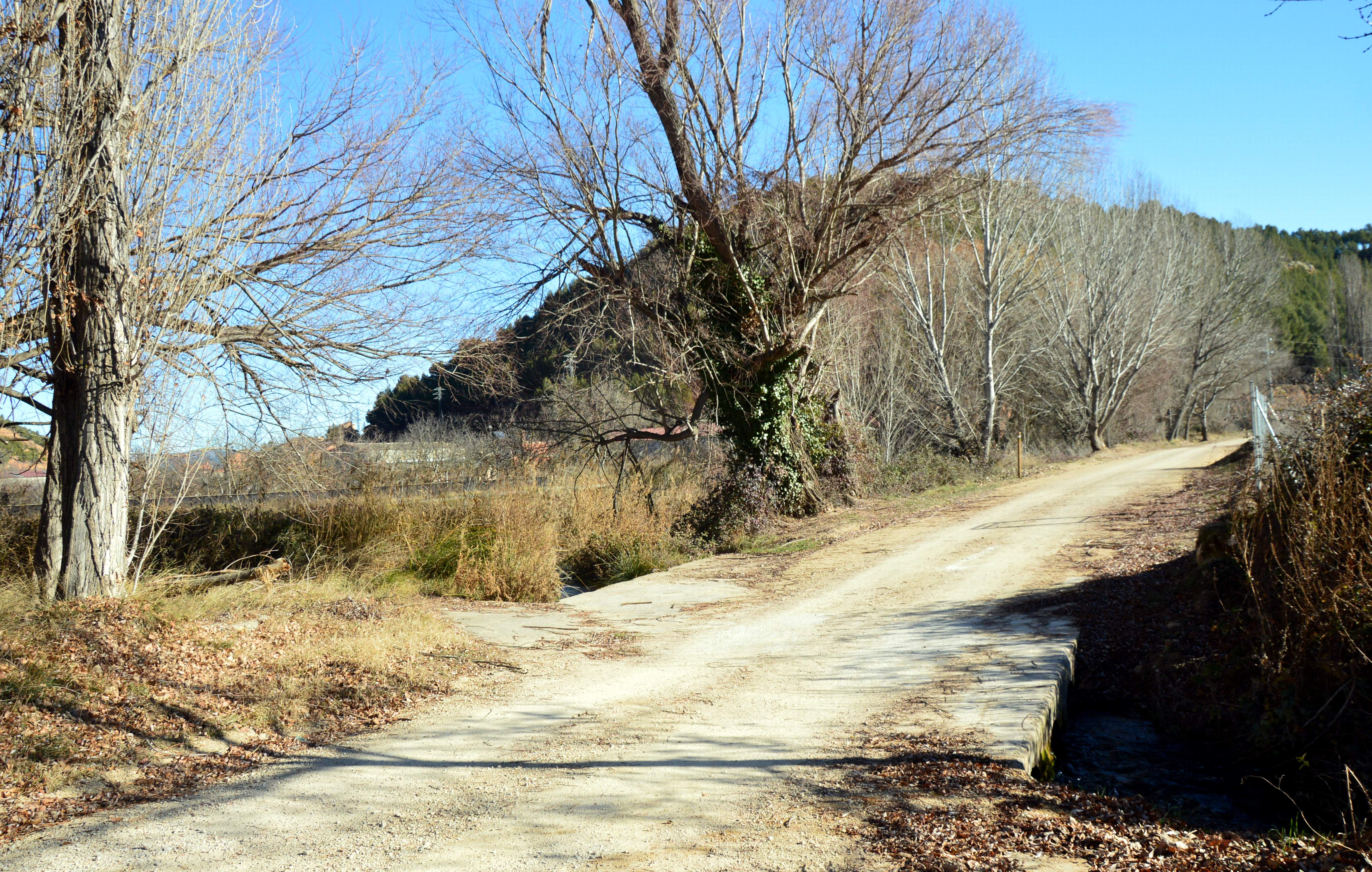
Paisaje rural en Ademuz (Valencia), paso y camino en la ribera derecha del Turia, donde el río Bohígues vierte sus aguas (2021).
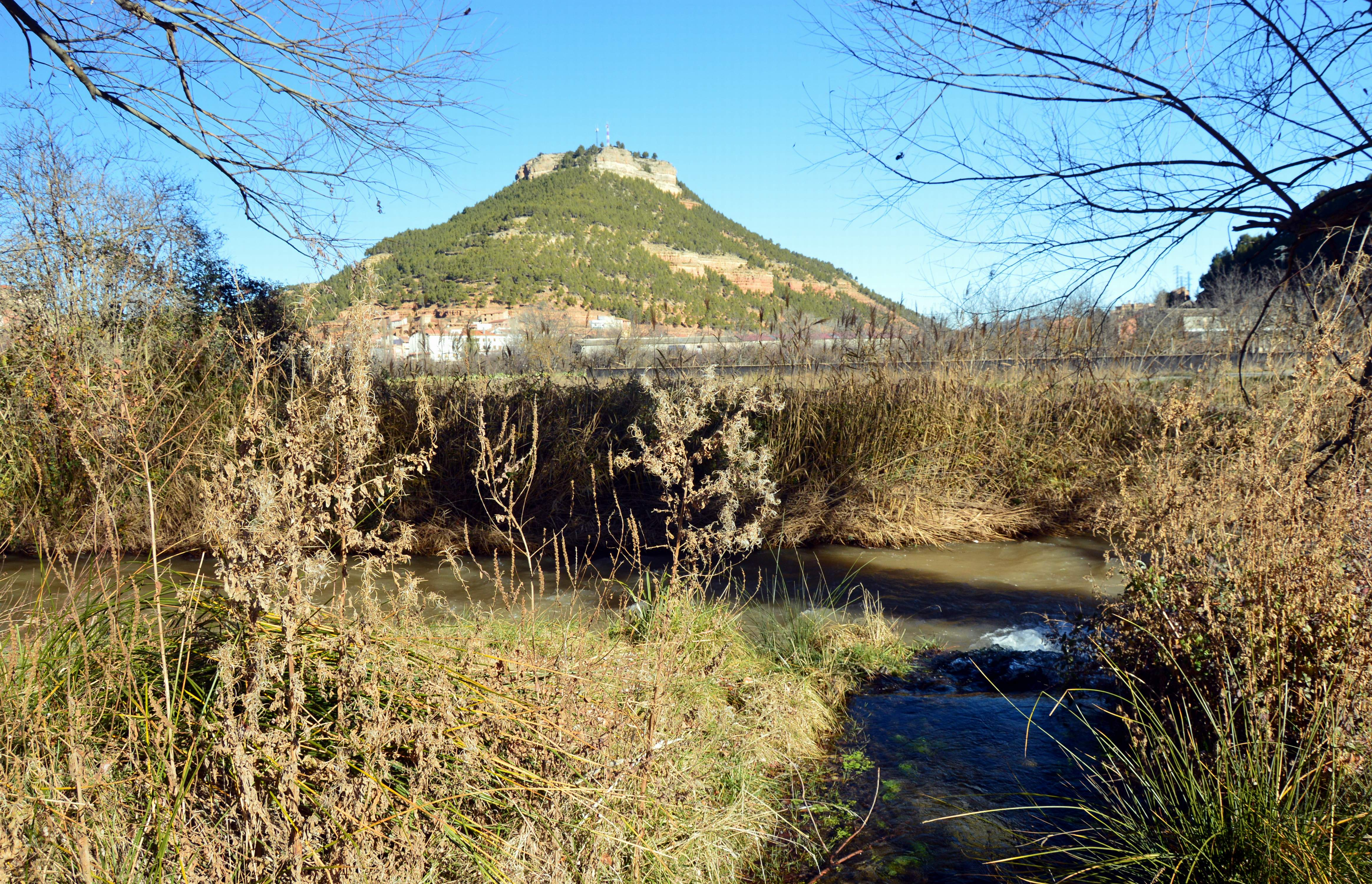
Paisaje rural en Ademuz (Valencia), lugar donde el río Bohígues vierte sus aguas al Turia, con el Pico Castro (897 m) al fondo (2021).
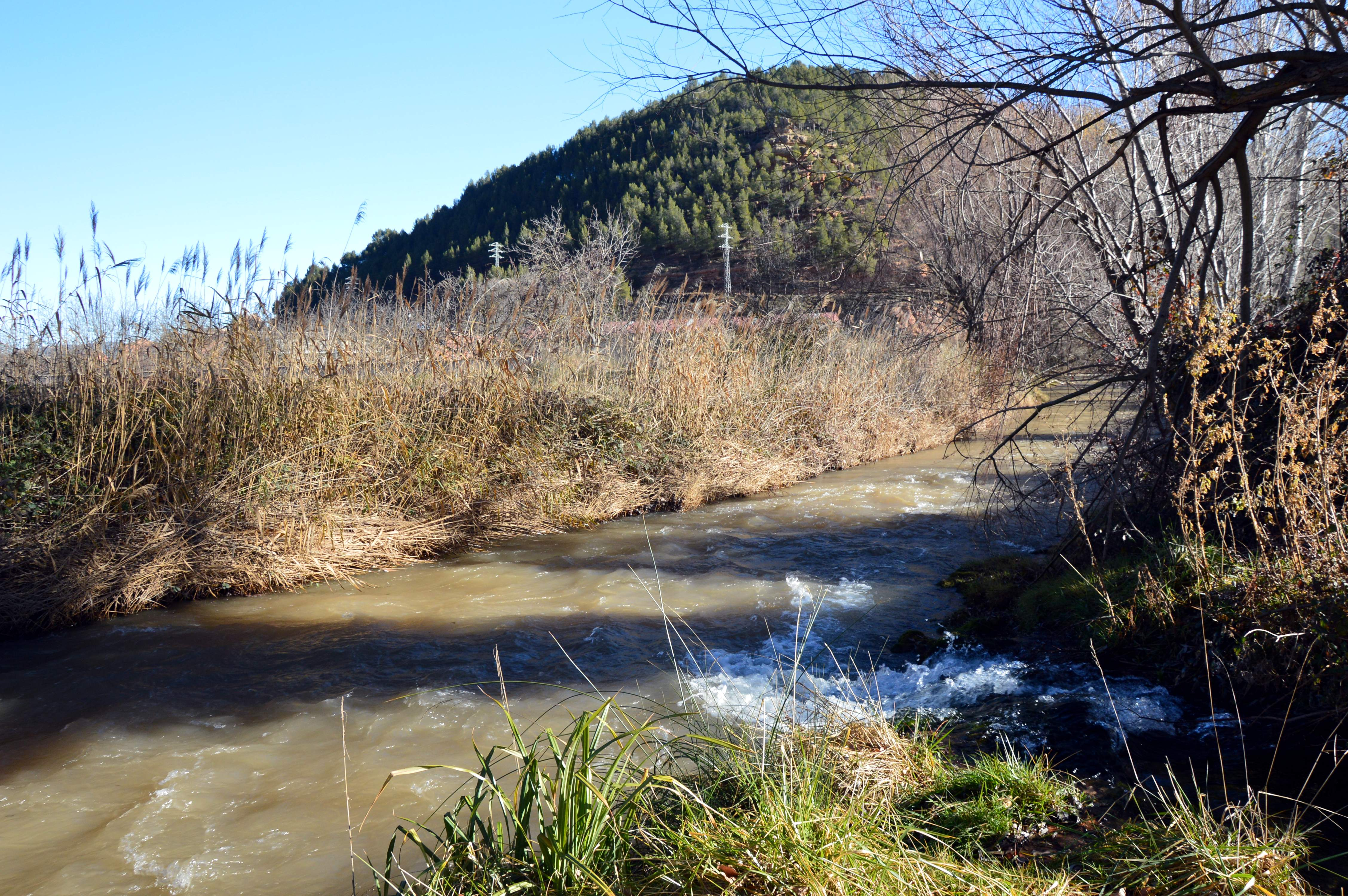
Paisaje rural en Ademuz (Valencia), lugar donde el río Bohígues vierte sus aguas al Turia, con el monte de La Celadilla al fondo (2021).